# Hans-Henrik Krummacher
Hans-Henrik Krummacher (* 24. August 1931 in Werden) ist ein deutscher Germanist.

## Leben
Nach dem Abitur 1949 am Gymnasium zum Grauen Kloster studierte er von 1949 bis 1956 Germanistik, Philosophie, Kunstgeschichte und Klassische Philologie an der Humboldt-Universität Berlin, in Heidelberg und Tübingen. Nach der Promotion 1956 in Heidelberg (Das „als ob“ in der Lyrik) war er von 1956 bis 1958 wissenschaftlicher Mitarbeiter am Schiller-Nationalmuseum und von 1958 bis 1963 wissenschaftlicher Assistent an der Universität Köln. Von 1963 bis 1967 hatte er ein Habilitandenstipendium der DFG. Nach der Habilitation 1967 in Köln für Neuere Deutsche Philologie (Der junge Gryphius und die Tradition) vertrat er 1967 einen Lehrstuhl in Münster und folgte die Berufung auf einen Lehrstuhl für Neuere deutsche Literaturgeschichte in Mainz. 1972 war er Gastprofessor am Middlebury College. Von 1974 bis 1982 war er Mitglied der Senatskommission für Germanistische Forschung der DFG. Von 1976 bis 1987 war er Mitglied der Ständigen Arbeitsgruppe für Germanistische Bibliographie der DFG (1976–1983 Vorsitzender). 1980 lehnte er den Ruf auf einen Lehrstuhl für Neuere deutsche Sprache und Literatur in Wien ab. 1999 wurde er emeritiert.
Seine Forschungsschwerpunkte sind Barockliteratur, Geschichte und Theorie der Lyrik, Literatur und Theologie im 16.–18. Jahrhundert, Editionsphilologie, Andreas Gryphius und Eduard Mörike.
1993 wurde er korrespondierendes Mitglied der Österreichischen Akademie der Wissenschaften.

## Schriften (Auswahl)
- Rudolf Alexander Schröder zum 80. Geburtstag. Sonderausstellung im Schiller-Nationalmuseum Marbach a.N. vom 26. Januar bis 30. Juni 1958. Ausstellungskatalog. Marbach am Neckar 1958, OCLC 720202573.
- Paul Böckmann. Ein wissenschaftsgeschichtliches Portrait. Heidelberg 1999, OCLC 313567748.
- Exercitia artis et pietatis. Die geistlichen Gedichte des Herzogs Anton Ulrich zu Braunschweig-Lüneburg. Wien 2005, ISBN 3-7001-3331-6.
- Lyra. Studien zur Theorie und Geschichte der Lyrik vom 16. bis zum 19. Jahrhundert. Berlin 2013, ISBN 3-11-031835-0.